# 고바리촌
고바리촌(小針村)은 사이타마현 기타아다치군에 있던 촌이다. 현재의 이나정에 해당하며, 1943년에 고무로촌과 합병해 이나리촌이 되어 폐지하였다.

## 역사
- 1889년 4월 1일 - 정촌제 시행에 수반해 4개 촌이 합병해 고바리촌이 되었다.
- 1943년 7월 15일 - 고무로촌과 합병해, 이나리촌이 되었다.